# 山松 (歌手)
山松 M-TP（越南语：／，1994年7月5日—），越南男歌手，本名阮青松（越南语：／）。2012年畢業於胡志明市音樂學院（越南语：／），因而常在藝名之後加上縮寫「M-TP」（具備可區別重名的作用）。同年，山松 M-TP 在越南偶像第四季中名列第9，並正式步入歌壇。
山松 M-TP 的代表作品有《昨日的妳》（越南语：／）、《妳別走》（越南语：／）等。2014年與風清、光勇、薇鶯、吳建輝、東兒等群星合作勵志單曲《如花般生活》（越南语：／），勉勵殘疾人如花朵一般樂觀頑強地生活下去。

## 外部連結
- 官方网站
- YouTube上的如花般生活